# تیامیلال
تیامیلال (انگلیسی: Thiamylal) یک مشتق باربیتورات است که دارای اثرات آرام‌بخش، ضدتشنج و خواب‌آور است و به عنوان یک آرام بخش قوی اما کوتاه‌اثر به کار می‌رود. تیامیلال 
عمدتاً برای القای بیهوشی جراحی یا به عنوان یک ضد تشنج برای خنثی کردن عوارض جانبی سایر داروهای بیهوشی کاربرد دارد. تیامیلال آنالوگ تیوباربیتورات سکوباربیتال است.